# Municipio de Howe (Dakota del Norte)
El municipio de Howe (en inglés: Howe Township) es un municipio ubicado en el condado de Grant en el estado estadounidense de Dakota del Norte. En el año 2010 tenía una población de 12 habitantes y una densidad poblacional de 0,15 personas por km².

## Geografía
El municipio de Howe se encuentra ubicado en las coordenadas 46°5′17″N 101°47′56″O / 46.08806, -101.79889. Según la Oficina del Censo de los Estados Unidos, el municipio tiene una superficie total de 81.99 km², de la cual 81,93 km² corresponden a tierra firme y (0,07 %) 0,05 km² es agua.

## Demografía
Según el censo de 2010, había 12 personas residiendo en el municipio de Howe. La densidad de población era de 0,15 hab./km². De los 12 habitantes, el municipio de Howe estaba compuesto por el 91,67 % blancos, el 8,33 % eran asiáticos. Del total de la población el 0 % eran hispanos o latinos de cualquier raza.